# Johan I van Twickelo
Johan I van Twickelo (circa 1409-ovl. 1449) was een Twentse edelman die tussen 1444 en 1448/49 richter van Delden was. Hij was heer van Twickel bij Delden.

## Familie
Johan I van Twickelo was de zoon van Herman III van Twickelo (- voor 1420) en Grete van Bevervoorde, welke in 1408 getrouwd waren. Zijn zuster Grete van Twickelo (-na 1476) was in 1433 gehuwd met Berend van Wullen (-in of voor 1457).
Johan I was in of voor 1435 getrouwd met Jacopje van Keppel, dochter van Herman van Keppel, drost van Twente tussen 1415-1419. Uit dit huwelijk stammen een zoon, Johan II van Twickelo en een dochter, Maria van Twickelo (-1536) die met Otto van den Rutenberg (-1524) trouwde. Naast de goederen van zijn ouders erfde Johan I ook de goederen van zijn oom Frederik van Twickelo, waaronder Huis Eerde bij Ommen.
Zijn zoon Johan II van Twickelo (-1500) erfde al zijn goederen.

## Vicariestichting
In 1423 stichtte Herman II van Twickelo, grootvader van Johan I met diens toestemming, een vicarie in de kerk van Delden, de vicarie van Sint-Mattheus, ter nagedachtenis van wijlen zijn broer Heer Wijnand en wijlen zijn zoon Herman III van Twickelo.